# Palmarès del Clube de Regatas do Flamengo
Il Clube de Regatas do Flamengo, noto comunemente come Flamengo, è una società polisportiva brasiliana nota soprattutto per la sua sezione calcistica.
È uno dei club più titolati a livello nazionale, potendo vantare il primato di vittorie (37) nel Campionato Carioca (il campionato dello stato di Rio de Janeiro), otto campionati brasiliani, tre Coppe del Brasile e due supercoppe brasiliane. Il Flamengo è inoltre una delle 2 squadre che hanno sempre militato in prima divisione, insieme al San Paolo. A livello internazionale vanta la vittoria di due Coppe Libertadores (1981 e 2019), una Coppa Intercontinentale (1981) e una Recopa Sudamericana (2020). È, insieme alla Fluminense, al Vasco da Gama e al Botafogo, una delle quattro principali squadre di Rio de Janeiro (altre squadre di Rio sono il Bangu e l'América) e la squadra con più tifosi in Brasile, con oltre 30 milioni di sostenitori secondo i dati del 2018.

## Competizioni nazionali
- Campionato brasiliano: 7

1980, 1982, 1983, 1992, 2009, 2019, 2020
- Coppa del Brasile: 5

1990, 2006, 2013, 2022, 2024
- Coppa dei Campioni brasiliana: 1 (record condiviso con Palmeiras e Paysandu)

2001
- Supercoppa del Brasile: 3  (record)

2020, 2021, 2025

## Competizioni internazionali
- Coppa Libertadores: 3

1981, 2019, 2022
- Coppa Intercontinentale: 1

1981
- Coppa dell'Unione: 1

1987
- Coppa Mercosur: 1  (record condiviso con Palmeiras, San Lorenzo e Vasco da Gama)

1999
- Copa de Oro: 1  (record condiviso con Cruzeiro e Boca Juniors)

1996
- Recopa Sudamericana: 1

2020

## Competizioni interstatali
- Torneo di Rio-San Paolo: 2

1940, 1961
- Taça dos Campeões Estaduais Rio–São Paulo[2]: 1

1955

## Competizioni statali
- Campionato Carioca: 39  (record)

1914, 1915 (imbattuto), 1920 (imbattuto), 1921, 1925, 1927, 1939, 1942, 1943, 1944, 1953, 1954, 1955, 1963, 1965, 1972, 1974, 1978, 1979 (imbattuto), 1979 (extra), 1981, 1986, 1991, 1996 (imbattuto), 1999, 2000, 2001, 2004, 2007, 2008, 2009, 2011 (imbattuto), 2014, 2017, 2019, 2020, 2021, 2024, 2025
- Taça Guanabara: 25 (record)

1970, 1972, 1973 (imbattuto), 1978, 1979, 1980 (imbattuto), 1981, 1982, 1984, 1988, 1989 (imbattuto), 1995, 1996 (imbattuto), 1999 (imbattuto), 2001, 2004, 2007, 2008, 2011 (imbattuto), 2014, 2018, 2019, 2020, 2021, 2024, 2025
- Taça Rio: 9

1983, 1985, 1986, 1991, 1996 (imbattuto), 2000, 2009, 2011 (imbattuto), 2019
- Torneo Início: 6

1920, 1922, 1946, 1951, 1952, 1959
- Copa Rio: 1

1991
- Taça Luiz Aranha[4]: 1

1979
- Taça Jorge Frias de Paula[5]: 1

1979
- Taça Innocêncio Pereira Leal[6]: 1

1979
- Taça Organizaciones Globo[7]: 1

1979
- Taça Sylvio Corrêa Pacheco[8]: 1

1981
- Taça Pedro Magalhães Corrêa[9]: 1

1974
- Taça Cidade do Rio de Janeiro: 4

1973, 1978, 1991, 1993
- Torneio Relâmpago[10]: 1

1936
- Torneio Aberto do Rio de Janeiro[11]: 1

1936
- Torneio Extra do Rio de Janeiro[12]: 1

1934
- Torneio Super Clássicos[13]: 3

2013, 2014, 2015

## Competizioni giovanili
- Coppa Libertadores Under-20: 2

2024, 2025
- Campionato Carioca Sub-20: 30

1921, 1936, 1942, 1943, 1945, 1946, 1956, 1957, 1958, 1960, 1965, 1967, 1972, 1973, 1979, 1980, 1983, 1985, 1986, 1989, 1990, 1993, 1994, 1996, 1999, 2005, 2006, 2007, 2015, 2018
- Taça Rio Sub-20: 7

1999, 2007, 2008, 2011, 2013, 2015, 2016
- Taça Guanabara Sub-20: 5

2005, 2006, 2007, 2015, 2018
- Coppa San Paolo Juniores: 3

1990, 2011, 2016
- Coppa Belo Horizonte Juniores: 3

1986, 2003, 2007
- Copa Macaé giovanile: 2

1999, 2006
- Trofeo Dossena: 1

2018
- Torneo Internazionale Calcio Giovanile Città di Abano Terme: 1

2023
- Campeonato Brasileiro Sub-20: 2

2019, 2023
- Supercopa do Brasil Sub-20: 1

2019
- Campeonato Brasileiro Sub-17: 2

2019, 2021
- Copa do Brasil Sub-17: 2

2018, 2021
- Supercopa do Brasil Sub-17: 1

2021

## Competizioni amichevoli
- Kirin Cup: 1

1988
- Trofeo Ciudad de Palma: 1978
- Trofeo Ramón de Carranza: 1979, 1980
- Torneo Mohamed V: 1968
- Torneo di Brasilia: 1997
- Trofeo del Distretto Federale: 1976
- Coppa dei Campioni del mondo di Brasile: 1997 (imbattuto)
- Torneio do Povo: 1972
- Taça Brahma dos Campeões Brasileiros: 1992 (imbattuto)
- Torneio Gilberto Alves: 1965
- Torneio Quadrangular de Vitória: 1965
- Torneio Governador Leonino Caiado: 1975
- Taça Prefeito do Distrito Federal: 1976
- Torneio Quadrangular de Jundiai (Torneio da Uva): 1975
- Torneio Cidade de Cuiabá: 1976
- Torneio Quadrangular de Varginha: 1990
- Torneio de Verão de Nova Friburgo: 1990
- Torneio triangular de Curitibas: 1953

## Altri piazzamenti
- Campionato brasiliano:

Secondo posto: 1964, 2018, 2021
Terzo posto: 2007, 2016, 2024
- Coppa del Brasile:

Finalista: 1997, 2003, 2004, 2017, 2023
Semifinalista: 1989, 1993, 1995, 1996, 2014, 2018, 2021
- Supercoppa del Brasile:

Finalista: 1991, 2022, 2023
- Primeira Liga:

Semifinalista: 2016
- Copa dos Campeões:

Semifinalista: 2000, 2002
- Campionato Carioca:

Secondo posto/Finalista: 1912, 1913, 1919, 1922, 1923, 1924, 1936, 1937, 1938, 1939, 1940, 1941, 1952, 1958, 1961, 1962, 1966, 1968, 1969, 1971, 1973, 1977, 1982, 1983, 1984, 1987, 1988, 1989, 1994, 1995, 2010
Terzo posto: 1917, 1935, 1945 (Torneo Municipal), 1946 (Torneo Relampago), 1946, 1947 (Torneo Municipal), 1948 (Torneo Municipal), 1949, 1957, 1964, 1985
Semifinalista: 1973, 2003, 2015, 2016, 2018
- Torneo Rio-San Paolo:

Secondo posto: 1958, 1997
Terzo posto: 1957, 1959
- Coppa Libertadores:

Finalista: 2021
Semifinalista: 1982, 1984
- Coppa Sudamericana:

Finalista: 2017
- Recopa Sudamericana:

Finalista: 2023
- Supercoppa Sudamericana:

Finalista: 1993, 1995
Semifinalista: 1992
- Coppa Mercosur:

Finalista: 2001
- Coppa del mondo per club:

Finalista: 2019
Terzo posto: 2022